# Radio-Allergo-Sorbent-Test
Der Radio-Allergo-Sorbent-Test (RAST) ist ein diagnostisches Verfahren, das beispielsweise bei der Abklärung einer Allergie zum Nachweis spezifischer Antikörper der Klasse E dient, die gegen das dabei getestete Allergen (zum Beispiel bestimmte Pollen, Hausstaubmilben-Kot, Tierallergen etc.) gerichtet sind. Hierzu werden beim klassischen RAST-Verfahren die Antigene als feste Phase an eine Papierscheibe gebunden oder beim weiterentwickelten CAP-RAST (CAP steht für Carrier-Polymer-System) an ein Zelluloseschwämmchen. Danach wird Blutserum des Patienten aufgebracht. Falls sich im Serum passende Antikörper befinden, binden sich diese mit dem zugehörigen Antigen zu einem Antikörper-Antigen-Komplex. Im nachfolgenden Schritt wird ein radioaktiv markierter Tracer aufgebracht, der sich wiederum mit diesen AG-AK-Komplexen verbindet und dann nachgewiesen werden kann.

## Klassifizierung
Beim klassischen RAST reicht die Einteilung von 0 (keine spezifischen Immunglobulin E gegen das getestete Allergen nachweisbar) bis 4 (starke Konzentration an spezifischen Immunglobulin E gegen das getestete Allergen nachweisbar). Beim CAP-RAST reicht die Abstufung hingegen von 0 bis 6.
|        | Allergen-spezifisches IgE [kUA/L] | Einstufung                 |
| ------ | --------------------------------- | -------------------------- |
| Rast 0 | < 0,35                            | negatives Ergebnis         |
| Rast 1 | 0,35–0,70                         | schwach positives Ergebnis |
| Rast 2 | 0,70–3,50                         | mäßig hohes Ergebnis       |
| Rast 3 | 3,50–17,5                         | hohes Ergebnis             |
| Rast 4 | 17,5–50,0                         | sehr hohes Ergebnis        |

Es muss nicht unbedingt ein Zusammenhang zwischen den klinischen Symptomen (einer Allergie) und der beim RAST erhaltenen Graduierung bestehen.